# Tour de Suisse
Tour de Suisse er det største  cykelløb i Schweiz. Det foregår hvert år i midten af juni og regnes som det vigtigste etapeløb efter de tre store  Tour de France, Giro d'Italia og Vuelta a España.[kilde mangler]
Normalt er det inddelt i 10-12 etaper[kilde mangler] herunder en prolog og flere bjergetaper. Løbet er ofte sidste forberedelse til Tour de France der begynder to uger senere. Første løb fandt sted i 1933, og siden da er det vundet af en række berømte cykelryttere.
Den første, der vandt løbet, var Max Bulla, og Pasquale Fornara er med fire sejre den, der har vundet løbet oftest.

## Sejrsliste for Tour de Suisse
| År                        | Vinder               | Toer                    | Treer                  |        |
| ------------------------- | -------------------- | ----------------------- | ---------------------- | ------ |
| 1933                      | Max Bulla            | Albert Büchi            | Gaspard Rinaldi        |        |
| 1934                      | Ludwig Geyer         | Léon Level              | Francesco Camusso      |        |
| 1935                      | Gaspard Rinaldi      | Leo Amberg              | Henri Garnier          |        |
| 1936                      | Henri Garnier        | Gustaaf Deloor          | Leo Amberg             |        |
| 1937                      | Karl Litschi         | Leo Amberg              | Walter Blattmann       |        |
| 1938                      | Giovanni Valetti     | Arsène Mersch           | Severino Canavesi      |        |
| 1939                      | Robert Zimmermann    | Max Bolliger            | Christophe Didier      |        |
| 1940 ikke arrangeret      |                      |                         |                        |        |
| 1941                      | Josef Wagner         | Werner Buchwalder       | Ferdinand Kübler       |        |
| 1942                      | Ferdinand Kübler     | Willy Kern              | Fritz Stocker          |        |
| 1943-1945 ikke arrangeret |                      |                         |                        |        |
| 1946                      | Gino Bartali         | Josef Wagner            | Aldo Ronconi           |        |
| 1947                      | Gino Bartali         | Giulio Bresci           | Stan Ockers            |        |
| 1948                      | Ferdinand Kübler     | Giulio Bresci           | Hans Sommer            |        |
| 1949                      | Gottfried Weilenmann | Georges Aeschlimann     | Ernst Stettler         |        |
| 1950                      | Hugo Koblet          | Jean Goldschmit         | Aldo Ronconi           |        |
| 1951                      | Ferdinand Kübler     | Hugo Koblet             | Alfredo Martini        |        |
| 1952                      | Pasquale Fornara     | Ferdinand Kübler        | Carlo Clerici          |        |
| 1953                      | Hugo Koblet          | Fritz Schär             | Danilo Barozzi         |        |
| 1954                      | Pasquale Fornara     | Agostino Coletto        | Giancarlo Astrua       |        |
| 1955                      | Hugo Koblet          | Stan Ockers             | Carlo Clerici          |        |
| 1956                      | Rolf Graf            | Fritz Schär             | Jef Planckaert         |        |
| 1957                      | Pasquale Fornara     | Edgard Sorgeloos        | Attilio Moresi         |        |
| 1958                      | Pasquale Fornara     | Hennes Junkermann       | Antonino Catalano      |        |
| 1959                      | Hennes Junkermann    | Henry Anglade           | Federico Bahamontes    |        |
| 1960                      | Fredy Rüegg          | Kurt Gimmi              | René Strehler          |        |
| 1961                      | Attilio Moresi       | Hilaire Couvreur        | Fredy Rüegg            |        |
| 1962                      | Hennes Junkermann    | Franco Balmamion        | Aldo Moser             |        |
| 1963                      | Giuseppe Fezzardi    | Rolf Maurer             | Attilio Moresi         |        |
| 1964                      | Rolf Maurer          | Franco Balmamion        | Italo Zilioli          |        |
| 1965                      | Franco Bitossi       | Jos Huysmans            | Marcello Mugnaini      |        |
| 1966                      | Ambrogio Portalupi   | Carlo Chiappano         | Rudi Zollinger         |        |
| 1967                      | Gianni Motta         | Rolf Maurer             | Luis Pedro Santamarina |        |
| 1968                      | Louis Pfenninger     | Robert Hagmann          | Herman Vanspringel     |        |
| 1969                      | Vittorio Adorni      | Aurelio González Puente | Bernard Vifian         |        |
| 1970                      | Roberto Poggiali     | Louis Pfenninger        | Primo Mori             |        |
| 1971                      | Georges Pintens      | Louis Pfenninger        | Ugo Colombo            |        |
| 1972                      | Louis Pfenninger     | Roger Pingeon           | Michele Dancelli       |        |
| 1973                      | José Manuel Fuente   | Donato Giuliani         | Wladimiro Panizza      |        |
| 1974                      | Eddy Merckx          | Gösta Pettersson        | Louis Pfenninger       |        |
| 1975                      | Roger De Vlaeminck   | Eddy Merckx             | Louis Pfenninger       |        |
| 1976                      | Hennie Kuiper        | Michel Pollentier       | José Pesarrodona       |        |
| 1977                      | Michel Pollentier    | Lucien Van Impe         | Bert Pronk             |        |
| 1978                      | Paul Wellens         | Ueli Sutter             | Josef Fuchs            |        |
| 1979                      | Wilfried Wesemael    | Rudy Pevenage           | Leonardo Mazzantini    |        |
| 1980                      | Mario Beccia         | Josef Fuchs             | Joop Zoetemelk         |        |
| 1981                      | Beat Breu            | Josef Fuchs             | Leonardo Natale        |        |
| 1982                      | Giuseppe Saronni     | Theo de Rooij           | Guido Van Calster      |        |
| 1983                      | Seán Kelly           | Peter Winnen            | Jean-Marie Grezet      |        |
| 1984                      | Urs Zimmermann       | Acácio da Silva         | Gerhard Zadrobilek     |        |
| 1985                      | Phil Anderson        | Niki Rüttimann          | Guido Winterberg       |        |
| 1986                      | Andrew Hampsten      | Robert Millar           | Greg LeMond            |        |
| 1987                      | Andrew Hampsten      | Peter Winnen            | Fabio Enrique Parra    |        |
| 1988                      | Helmut Wechselberger | Steve Bauer             | Acácio da Silva        |        |
| 1989                      | Beat Breu            | Daniel Steiger          | Jörg Müller            |        |
| 1990                      | Seán Kelly           | Robert Millar           | Andrew Hampsten        |        |
| 1991                      | Luc Roosen           | Pascal Richard          | Andrew Hampsten        |        |
| 1992                      | Giorgio Furlan       | Gianni Bugno            | Fabian Jeker           |        |
| 1993                      | Marco Saligari       | Rolf Järmann            | Fernando Escartín      |        |
| 1994                      | Pascal Richard       | Vladimir Poulnikov      | Gianluca Pierobon      |        |
| 1995                      | Pavel Tonkov         | Alex Zülle              | Zenon Jaskuła          |        |
| 1996                      | Peter Luttenberger   | Gianni Faresin          | Gianni Bugno           |        |
| 1997                      | Christophe Agnolutto | Oscar Camenzind         | Jan Ullrich            |        |
| 1998                      | Stefano Garzelli     | Beat Zberg              | Wladimir Belli         |        |
| 1999                      | Francesco Casagrande | Laurent Jalabert        | Gilberto Simoni        |        |
| 2000                      | Oscar Camenzind      | Dario Frigo             | Wladimir Belli         |        |
| 2001                      | Lance Armstrong      | Gilberto Simoni         | Wladimir Belli         |        |
| 2002                      | Alex Zülle           | Piotr Wadecki           | Nicolas Fritsch        |        |
| 2003                      | Alekszandr Vinokurov | Giuseppe Guerini        | Óscar Pereiro          |        |
| 2004                      | Jan Ullrich          | Fabian Jeker            | Dario Cioni            |        |
| 2005                      | Aitor González       | Michael Rogers          | Jan Ullrich            |        |
| 2006                      | Jan Ullrich          | Koldo Gil               | Jörg Jaksche           |        |
| 2007                      | Vladimir Karpets     | Kim Kirchen             | Stijn Devolder         |        |
| 2008                      | Roman Kreuziger      | Andreas Klöden          | Igor Antón             |        |
| 2009                      | Fabian Cancellara    | Tony Martin             | Roman Kreuziger        |        |
| 2010                      | Fränk Schleck        | Lance Armstrong         | Jakob Fuglsang         |        |
| 2011                      | Levi Leipheimer      | Damiano Cunego          | Steven Kruijswijk      |        |
| 2012                      | Rui Costa            | Fränk Schleck           | Levi Leipheimer        |        |
| 2013                      | Rui Costa            | Bauke Mollema           | Roman Kreuziger        |        |
| 2014                      | Rui Costa            | Mathias Frank           | Bauke Mollema          |        |
| 2015                      | Simon Špilak         | Geraint Thomas          | Tom Dumoulin           |        |
| 2016                      | Miguel Ángel López   | Jon Izagirre            | Warren Barguil         |        |
| 2017                      | Simon Špilak         | Damiano Caruso          | Steven Kruijswijk      |        |
| 2018                      | Richie Porte         | Jakob Fuglsang          | Nairo Quintana         |        |
| 2019                      | Egan Bernal          | Rohan Dennis            | Patrick Konrad         |        |
| 2020                      | aflyst               | aflyst                  | aflyst                 | aflyst |
| 2021                      | Richard Carapaz      | Rigoberto Urán          | Jakob Fuglsang         |        |
| 2022                      | Geraint Thomas       | Sergio Higuita          | Jakob Fuglsang         |        |
| 2023                      | Mattias Skjelmose    | Juan Ayuso              | Remco Evenepoel        |        |
| 2024                      | Adam Yates           | João Almeida            | Mattias Skjelmose      |        |
| 2025                      |                      |                         |                        |        |